# باران خون

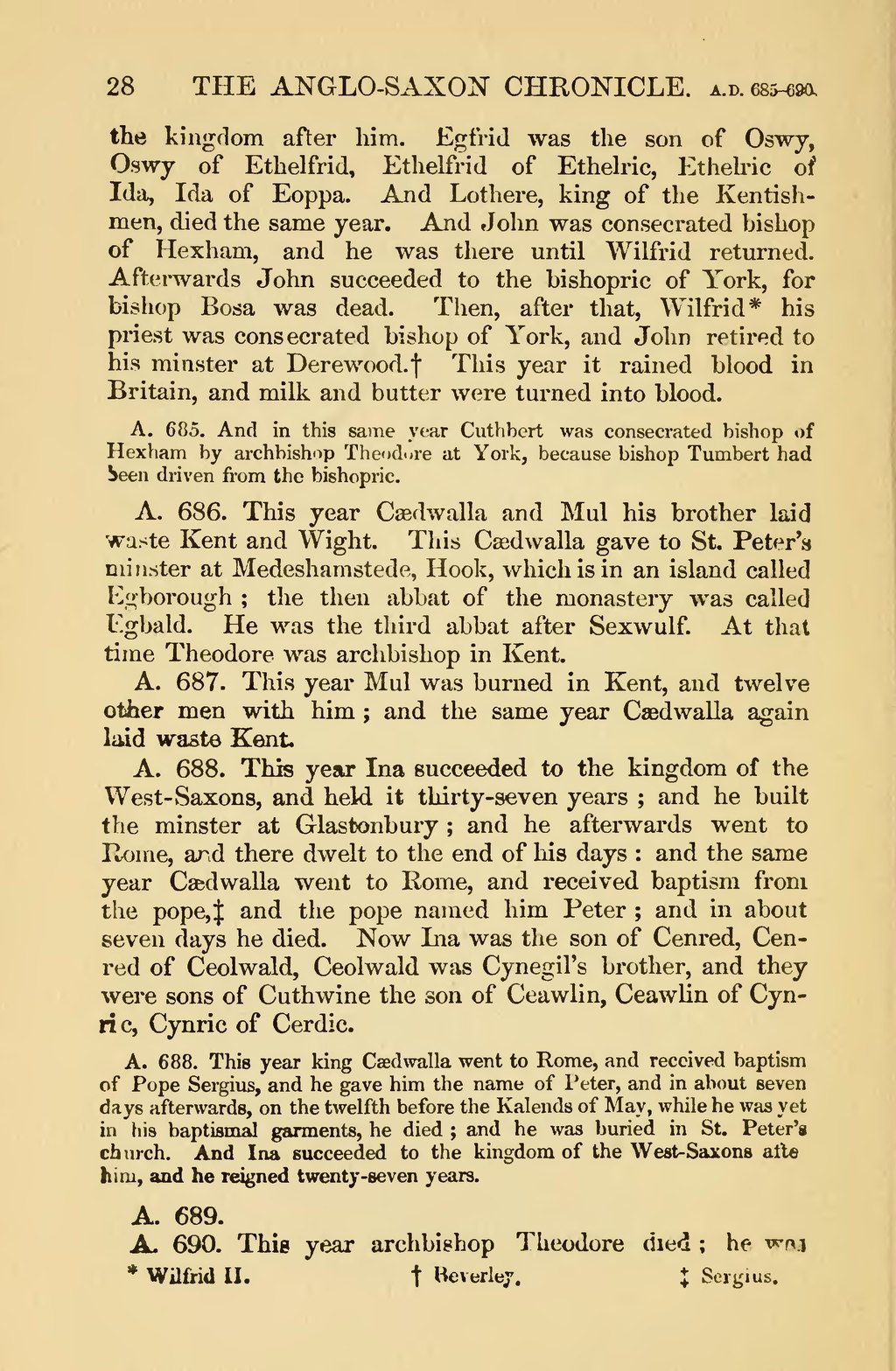
در رویدادنامه آنگلوساکسون، پس از بیان برخی از اتفاقات سال ۶۸۵ میلادی، یکی از حوادث ماه اکتبر این سال را بارش باران خون از آسمان در انگلستان عنوان می‌کند. گزارشگر این واقعه، در توصیف شدت باران می‌نویسد که پس از بارش باران، شیرها و کره‌ها به خون مبدل شد.

باران خون یا باران قرمز پدیده‌ای است که در آن پنداشته می‌شود خون از آسمان می‌بارد. موارد بسیاری از باران خون از زمان ایلیاد نوشتهٔ هومر در قرن ۸ قبل از میلاد ثبت شده‌اند. تا قبل از قرن ۱۷ میلادی معمولاً قطرات این باران خون واقعی پنداشته می‌شد و آن را اتفاق بدیمنی می‌دانستند و برای هشدار در مورد وقایع بد آینده استفاده می‌کردند. امروزه اجماع دانشمندان بر این است که به خاطر ذرات سوسپانسیون نوعی جلبک ریز به نام Trentepohlia annulata در باران اتفاق می‌افتد.
موارد ثبت‌شده از باران خون معمولاً شامل ناحیهٔ کوچکی می‌شوند ولی مدت‌زمان باران متغیر است و تا چند روز هم ثبت شده‌است. تا قرن ۱۷ میلادی، به تدریج توجیه این پدیده از دلایل ماورایی فاصله‌گرفته و تلاش‌هایی برای یافتن دلایل طبیعی انجام شده‌بود. در قرن ۱۹ میلادی باران خون مورد آزمایش علمی قرار گرفت و نظریه‌هایی که غبار رنگ قرمز را به باران داده پذیرش یافتند. امروزه نظریه‌های غالب مبنی بر سوسپانسیون ذرات غبار قرمز رنگ در آب باران یا وجود برخی از میکروارگانسیم‌ها هستند. توجیهات دیگری هم مبنی بر لکه خورشیدی و شفق قطبی وجود دارند.